# Sierolomorphidae
Los sierolomórfidos (Sierolomorphidae) son una familia de himenópteros apócritos compuesta por unas 10 especies conocidas que se pueden encontrar en la zona tropical de América y Asia. Los miembros de esta familia son raros y se sabe muy poco acerca de su biología. Se cree que las larvas son ectoparasitoides de otros insectos.